# Tătăruși
Tătăruşi é uma comuna romena localizada no distrito de Iaşi, na região de Moldávia. A comuna possui uma área de 65.42 km² e sua população era de 5645 habitantes segundo o censo de 2007.